# J.C. Kaskas
J. C. Kaskas, född 1841, död okänt år, var en finländsk konstnär.
Kaskas studerade vid Konstakademin i Stockholm 1863-1867. Han är representerad vid Ateneum i Helsingfors med två stilleben.